# 1986 en Nouvelle-Calédonie
- 1960
- 1970
- années 1980
  - 1980
  - 1981
  - 1982
  - 1983
  - 1984
  - 1985
  - 1986
  - 1987
  - 1988
  - 1989
- 1990
- 2000
- 2010
- 2020

Cet article présente les faits marquants de l'année 1986 en Nouvelle-Calédonie.

## Événements
- 24 janvier : Jean Lèques, qui exerçait jusqu'à présent les fonctions de maire de Nouméa par intérim, est officiellement élu comme premier magistrat de la commune par le conseil municipal.
- 16 mars : élections législatives, à la proportionnelle : la liste RPCR arrive en tête et remporte les deux sièges de député. Sont élus donc Jacques Lafleur et Maurice Nénou. Sur le plan national, retour au pouvoir de la droite[1].
- 20 mars : nomination du 2e Gouvernement Chirac : Bernard Pons est ministre des Départements et Territoires d'Outre-mer, et Gaston Flosse est secrétaire d'État chargé des Problèmes du Pacifique sud.
- 30 avril : Bernard Pons présente un plan de réforme de la démocratie devant le Congrès de Nouvelle-Calédonie[1].
- 17 juillet : « Statut Pons I » modifiant celui de Fabius-Pisani[1] ; il réduit les compétences des 4 Conseils de Région, transforme l'Office foncier en Agence de Développement Rural et d'Aménagement Foncier (ADRAF), établissement public local qui organise la redistribution des terres non plus sur la base du domaine coutumier mais sur celui de la propriété privée, et organise un référendum d'autodétermination sur la question de l'indépendance dont la participation est pour la première fois restreinte aux seules personnes pouvant justifier de trois ans de résidence. Le même jour, réuni à Goroka en Papouasie-Nouvelle-Guinée, le Forum des îles du Pacifique apporte son soutien au FLNKS et à l'indépendance de la Nouvelle-Calédonie.
- 15 août : au Congrès de Wé (Lifou) le FLNKS adopte une motion établissant que le front ne participera à un référendum que si le scrutin est réservé au seul peuple kanak.
- août : première visite de Jacques Chirac en tant que Premier ministre, afin d'y défendre le statut Pons I, d'annoncer le déblocage par l'État de 10 milliards de Francs pacifique pour la relance de l'économie et y signer les premières conventions État-Territoire.
- 29 septembre : la cour d'assise de Nouméa conclut à un non-lieu dans le procès en première instance des embusqués Caldoches de Hienghène de décembre 1984.
- 24 octobre : loi sur le découpage électoral, ou « découpage Pasqua ». La Nouvelle-Calédonie est découpée en deux nouvelles circonscriptions électorales : la première qui comprend Nouméa, l'île des Pins et les îles Loyauté, et la seconde qui comprend le reste, à savoir toute la Grande Terre excepté Nouméa et les îles Belep.
- 20 novembre : la cour d'appel de Nouméa renvoie les embusqués de Hienghène devant les Assises.
- 2 décembre : grâce au soutien des États membres du Forum des îles du Pacifique et des Pays non-alignés, le FLNKS obtient le vote par l'Assemblée générale des Nations unies (à la majorité des 3/5e de ses membres) de la résolution 41/41 A affirmant « le droit inaliénable du peuple de la Nouvelle-Calédonie à l’autodétermination et à l’indépendance » et inscrivant l'archipel sur la Liste des territoires non autonomes selon l'ONU.